# René Kolmschot
René Kolmschot (Saasveld, 11 januari 1969) is een voormalig Nederlands voetballer en huidig voetbaltrainer.

## Loopbaan
Kolmschot begon bij Saasveldia waar hij het eerste team haalde. Op zijn zeventiende kwam hij in de hoogste jeugd van Heracles. Hij kwam van 1986 tot 2003 als verdediger uit voor Heracles. Hij speelde in totaal 378 competitiewedstrijden waarin hij 9 doelpunten maakte. Hij speelde zijn laatste wedstrijd in het betaalde voetbal op 19 juni 2003, toen hij in de nacompetitiewedstrijd FC Volendam-Heracles Almelo (3-1) na 25 minuten inviel voor Marnix Smit.
Kolmschot bouwde af bij de amateurs van Saasveldia. Sinds 2005 is hij assistent-trainer bij Heracles Almelo en hij is, samen met John Stegeman tussen 2010 en 2014, ook verantwoordelijk voor het beloftenteam. In september 2014 was hij samen met Stegeman twee weken interim hoofdtrainer na het ontslag van Jan de Jonge. Stegeman werd hierna aangesteld als hoofdtrainer en Kolmschot bleef assistent.
In het kader van 60 jaar Eredivisie in 2016, verrichten clubiconen in speelronde 5 de aftrap van de eredivisiewedstrijden. Bij de uitwedstrijd van Heracles tegen Excelsior werd Kolmschot namens de Almeloërs naar voren geschoven.
Nadat Heracles in het seizoen 2021/22 op een 16e plaats geëindigd was, werd hoofdtrainer Frank Wormuth op 16 mei 2022 ontslagen en werd Kolmschot ad-interim hoofdtrainer tijdens de nacompetitie. Heracles degradeerde nadat het in de eerste ronde werd uitgeschakeld door Excelsior.